# Председништво СР Македоније
Председништво Социјалистичке Републике Македоније (мкд. Претседателство на Социјалистичка Република Македонија) било је назив за колективног шефа државе у Социјалистичкој Републици Македонији од 1974. до 1991. године.
Иако је Македонија постала Република, још 1945. године, као и остале републике СФР Југославије није имала функцију председника Републике већ је функцију шефа државе обављао најпре председник Президијума Народног собрања, од 1945. до 1953, а потом председник Народног собрања, од 1953. до 1974. године. Уставом СР Македоније из 1974. уведено је Председништво СР Македоније по узору на Председништво СФРЈ, формирано јуна 1971. године. 
Укинуто је 8. новембра 1990. усвајањем Закона о избору председника и потпредседника СР Македоније, а престало је да постоји 27. јануара 1991. избором Кире Глигорова за председника СР Македоније, након одржаних првих вишепартијских избора.
Председништво СР Македоније имало је 9 чланова — 8 које је бирало Собрање и једног по положају. Мандат чланова Председништва био је четири године, а мандат председника најпре четири, потом једну годину. У периоду од 1974. до 1990. на челу Председништва налазило се девет председника.

## Историјат
Прво Председништво СР Македоније конститусано је 8. маја 1974. избором 8 чланова Председништва, које је бирало Собрање СР Македоније. Поред изабраних чланова, који су бирани на основу предлога Републичке конференције Социјалистичког савеза радног народа Македоније (ССРН), члан Председништва био је и по положају председник Председништва Централног комитета Савеза комуниста Македоније.
Мандат члана Председништва био је четири године и није могао бити биран више од два пута. Мандат председника Председништва био је најпре четири, потом годину и на крају две године. Председника и потпредседника Председништва бирали су најпре чланови Председништва, на основу предлога Кандидационе комисије Социјалистичког савеза радног народа Македоније, а потом Собрање СР Македоније.
Након распада Савеза комуниста Југославије и припреме за одржавање првих вишепартијских избора у Македонији, на основу амандамана XXI на Устав СР Македоније, Председништву СР Македоније је 25. априла 1990. продужен мандата до избора новог, а најкасније до 28. априла 1991. године. Усвајањем Закона о избору председника и потпредседника СР Македоније, 8. новембра 1990. укинуто је Председништво, а уместо њега уведене функције — председника и потпредседника СР Македоније.
После првих вишепартијских избора у Македонији, одржаних 11. и 25. новембра 1990, на функције председника и потпредседника СР Македоније изабрани су 27. јануара 1991. Киро Глигоров (председник) и Љупчо Георгијевски (потпредседник). Њиховим избором престало је да постоји Председништво СР Македоније.

## Списак председника Председништва
| председништво       | број | име и презиме | почетак мандата | крај мандата | напомена |
| ------------------- | --- | --- | --- | --- | --- |
| 1 мандат 1974—1978. | 1 | Видоје Смилевски | 8. мај 1974. | 28. април 1978. | преминуо на функцији |
| 2 мандат 1978—1982. | 1 | Видоје Смилевски | 28. април 1978. | 8. септембар 1979. | преминуо на функцији |
| 2 мандат 1978—1982. | 2 | Љупчо Арсов | 8. септембар 1979. | 31. октобар 1979. | вршилац дужности |
| 2 мандат 1978—1982. | 2 | Љупчо Арсов | 31. октобар 1979. | 28. април 1982. | |
| 3 мандат 1982—1986. | 3 | Ангел Чемерски | 28. април 1982. | 4. мај 1983. | |
| 3 мандат 1982—1986. | 4 | Благоје Талески | 4. мај 1983. | 3. мај 1984. | |
| 3 мандат 1982—1986. | 5 | Томе Буклески | 3. мај 1984. | 28. април 1985. | |
| 3 мандат 1982—1986. | 6 | Ванчо Апостолски | 28. април 1985. | 28. април 1986. | |
| 4 мандат 1986—1991. | 7 | Драгољуб Ставрев | 28. април 1986. | 28. април 1987. | |
| 4 мандат 1986—1991. | 7 | Драгољуб Ставрев | 28. април 1987. | 28. април 1988. | |
| 4 мандат 1986—1991. | 8 | Јездимир Богдански | 28. април 1988. | 28. април 1989 | |
| 4 мандат 1986—1991. | 8 | Јездимир Богдански | 28. април 1989. | 28. април 1990. | |
| 4 мандат 1986—1991. | 9 | Владимир Митков | 28. април 1990. | 27. јануар 1991. | |
| напомена            | Мандат Председништва био је 4 године, а мандат председника Председништва најпре четири (1974—1982), а потом једну годину (1982—1991) | Мандат Председништва био је 4 године, а мандат председника Председништва најпре четири (1974—1982), а потом једну годину (1982—1991) | Мандат Председништва био је 4 године, а мандат председника Председништва најпре четири (1974—1982), а потом једну годину (1982—1991) | Мандат Председништва био је 4 године, а мандат председника Председништва најпре четири (1974—1982), а потом једну годину (1982—1991) | Мандат Председништва био је 4 године, а мандат председника Председништва најпре четири (1974—1982), а потом једну годину (1982—1991) |

## Састав Председништва

### 1974—1978.
| Председништво СР Македоније изабрано 8. маја 1974. | Председништво СР Македоније изабрано 8. маја 1974. | Председништво СР Македоније изабрано 8. маја 1974. | Председништво СР Македоније изабрано 8. маја 1974. |
| члан                                               | име и презиме                                      | функција                                           | напомена                                           |
| -------------------------------------------------- | -------------------------------------------------- | -------------------------------------------------- | -------------------------------------------------- |
| Чланови које је изабрало Собрање                   |                                                    |                                                    |                                                    |
| 1                                                  | Видоје Смилевски                                   | председник 1974—1978.                              |                                                    |
| 2                                                  | Љупчо Арсов                                        | члан                                               |                                                    |
| 3                                                  | Ксенте Богоев                                      | члан                                               |                                                    |
| 4                                                  | Страхил Гигов                                      | члан                                               |                                                    |
| 5                                                  | Владо Малески                                      | члан                                               |                                                    |
| 6                                                  | Мара Минанева                                      | члан                                               |                                                    |
| 7                                                  | Хиџет Рамадани                                     | члан                                               |                                                    |
| 8                                                  | Наџи Салих                                         | члан                                               | преминуо 13. марта 1975.                           |
| 8                                                  | Фируз Демир                                        | члан                                               | за члана изабран 15. јула 1975.                    |
| Члан по положају                                   |                                                    |                                                    |                                                    |
| 9                                                  | Ангел Чемерски                                     | председник ЦК СК Македоније                        |                                                    |

      Изабрани члан
      Члан по положају

### 1978—1982.
| Председништво СР Македоније изабрано 28. априла 1978. | Председништво СР Македоније изабрано 28. априла 1978. | Председништво СР Македоније изабрано 28. априла 1978. | Председништво СР Македоније изабрано 28. априла 1978. |
| члан                                                  | име и презиме                                         | функција                                              | напомена                                              |
| ----------------------------------------------------- | ----------------------------------------------------- | ----------------------------------------------------- | ----------------------------------------------------- |
| Чланови које је изабрало Собрање                      |                                                       |                                                       |                                                       |
| 1                                                     | Видоје Смилевски                                      | председник 1978—1979.                                 | преминуо 8. септембра 1979.                           |
| 1                                                     | Филип Брајковски                                      | члан                                                  | за члана изабран 31. октобра 1979.                    |
| 2                                                     | Љупчо Арсов                                           | члан и председник 1979—1982.                          |                                                       |
| 3                                                     | Страхил Гигов                                         | члан                                                  |                                                       |
| 4                                                     | Фируз Демир                                           | члан                                                  |                                                       |
| 5                                                     | Мети Крлиу                                            | члан                                                  |                                                       |
| 6                                                     | Владо Малески                                         | члан                                                  |                                                       |
| 7                                                     | Веселинка Малинска                                    | члан                                                  |                                                       |
| 8                                                     | Асен Симитчиев                                        | члан                                                  |                                                       |
| Члан по положају                                      |                                                       |                                                       |                                                       |
| 9                                                     | Ангел Чемерски                                        | председник ЦК СК Македоније                           |                                                       |

      Изабрани члан
      Члан по положају

### 1982—1986.
| Председништво СР Македоније изабрано 28. априла 1982. | Председништво СР Македоније изабрано 28. априла 1982. | Председништво СР Македоније изабрано 28. априла 1982. | Председништво СР Македоније изабрано 28. априла 1982. |
| члан                                                  | име и презиме                                         | функција                                              | напомена                                              |
| ----------------------------------------------------- | ----------------------------------------------------- | ----------------------------------------------------- | ----------------------------------------------------- |
| Чланови које је изабрало Собрање                      |                                                       |                                                       |                                                       |
| 1                                                     | Ангел Чемерски                                        | члан и председник 1982—1983.                          |                                                       |
| 2                                                     | Благоје Талески                                       | члан и председник 1983—1984.                          |                                                       |
| 3                                                     | Томе Буклески                                         | члан и председник 1984—1985.                          |                                                       |
| 4                                                     | Ванчо Апостолски                                      | члан и председник 1985—1986.                          |                                                       |
| 5                                                     | Филип Брајковски                                      | члан                                                  |                                                       |
| 6                                                     | Џемаил Вејсели                                        | члан                                                  |                                                       |
| 7                                                     | Фахри Каја                                            | члан                                                  |                                                       |
| 8                                                     | Благоје Попов                                         | члан                                                  |                                                       |
| Члан по положају                                      |                                                       |                                                       |                                                       |
| 9                                                     | Крсте Марковски                                       | председник Председништва ЦК СК Македоније             | од 1982. до 1984.                                     |
| 9                                                     | Милан Панчевски                                       | председник Председништва ЦК СК Македоније             | од 1984. до 1986.                                     |

      Изабрани члан
      Члан по положају

### 1986—1991.
| Председништво СР Македоније изабрано 28. априла 1986. | Председништво СР Македоније изабрано 28. априла 1986. | Председништво СР Македоније изабрано 28. априла 1986. | Председништво СР Македоније изабрано 28. априла 1986.       |
| члан                                                  | име и презиме                                         | функција                                              | напомена                                                    |
| ----------------------------------------------------- | ----------------------------------------------------- | ----------------------------------------------------- | ----------------------------------------------------------- |
| Чланови које је изабрало Собрање                      |                                                       |                                                       |                                                             |
| 1                                                     | Драгољуб Ставрев                                      | члан и председник 1986—1988.                          |                                                             |
| 2                                                     | Јездимир Богдански                                    | члан и председник 1988—1990.                          |                                                             |
| 3                                                     | Владимир Митков                                       | члан и председник 1990—1991.                          |                                                             |
| 4                                                     | Фахри Каја                                            | члан                                                  |                                                             |
| 5                                                     | Љиљана Куцуловска                                     | члан                                                  |                                                             |
| 6                                                     | Матеја Матевски                                       | члан                                                  |                                                             |
| 7                                                     | Георги Михајловски                                    | члан                                                  |                                                             |
| 8                                                     | Муча Феми                                             | члан                                                  |                                                             |
| Члан по положају                                      |                                                       |                                                       |                                                             |
| 9                                                     | Јаков Лазароски                                       | председник Председништва ЦК СК Македоније             | члан по положају је искључен из састава Председништва 1989. |

      Изабрани члан
      Члан по положају